# Michael Behm (Theologe)

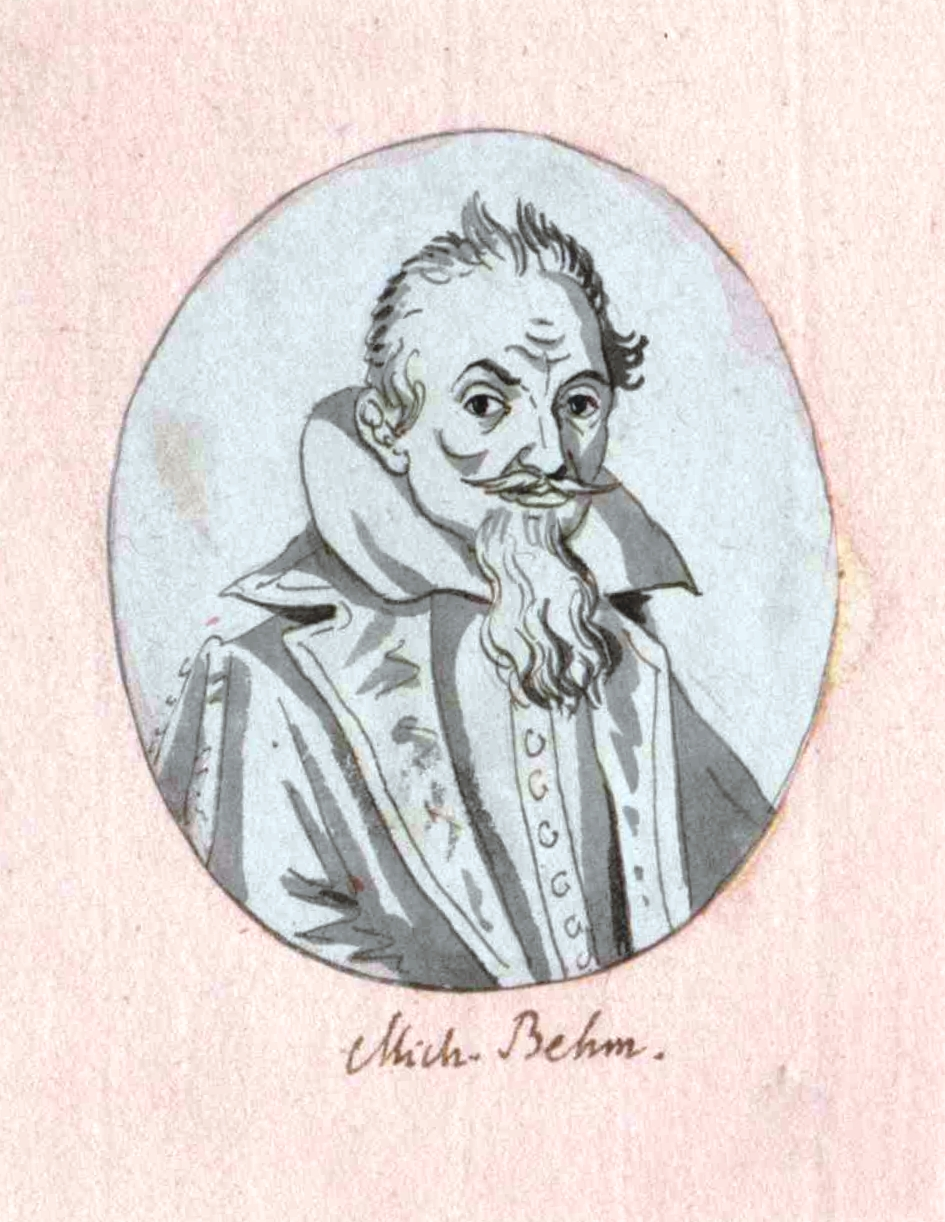
Michael Behm

Michael Behm (* 29. September 1612 in Königsberg; † 31. August 1650 ebenda) war ein evangelischer Theologe.

## Leben
Michael Behm wurde als Sohn des Königsberger Professors für Theologie Johann Behm und seiner Frau Ursula (geb. Rakau) geboren. Nach einem Studium in seiner Heimatstadt konnte er auf Kosten Georg Wilhelms von Brandenburg in Wittenberg studieren. Zurückgekehrt nach Königsberg wurde er 1640 Professor der Theologie und vertrat anfangs mit Cölestin Myslenta die strenge lutherische Ausrichtung an der Universität Königsberg. Dabei lernte er Georg Calixt und dessen Gedankenkreis kennen und vertrat daraufhin die Toleranzpolitik des Kurfürsten Friedrich Wilhelm von Brandenburg. Myslenta verdächtigte ihn daraufhin, heimlich eine Annäherung oder gar eine Union von Lutheranern und Reformierten anzustreben.
Der Kurfürst sandte ihn 1645 mit Christian Dreier zu dem vom König von Polen Władysław IV. Wasa veranstalteten Colloquium charitativum in Thorn. Während seiner Zeit schloss er sich auch dem Königsberger Dichterkreis um Robert Roberthin und Simon Dach an und betätigte sich als Verfasser theologischer Kontroversliteratur.
Als Michael Behm 1650 starb, verweigerte Dompfarrer Myslenta seinem Widersacher ein kirchliches Begräbnis. Als sich der Trauerzug dem Königsberger Dom näherte, verschloss Myslenta eigenhändig die Domtüren. Zwei Jahre stand Behms Sarg in einem Hausgewölbe. Erst dank des energischen Einschreitens des Kurfürsten konnte die Bestattung 1652 nachgeholt werden.
Sein gleichnamiger Sohn Michael Behm (1650–1702) war ebenfalls Theologe. Er hatte außerdem eine Tochter, Sophie, die den Theologieprofessor Sylvester Grabe am 28. April 1665 in Königsberg ehelichte. Der Ehe entstammen der Theologe Johannes Ernst Grabe sowie der Bibliothekar Sylvester Grabe.

## Schriften
Verzeichnisse der Schriften Michael Behms befinden sich in:
- Daniel Heinrich Arnoldt: Historie der Königsberger Universität, 1746–69, Band 2, Seite 201 f.
- Jöcher’s Gelehrtenlexikon Band 1, Spalte 915
- G. Ch. Pisanski: Entwurf einer preußischen Literärgeschichte in vier Büchern, herausgegeben von R. Philippi, 1866 (u. f. V Johs. B.J.)